# 蓮沼川
蓮沼川（はすぬまがわ）は、静岡県東部にある狩野川水系の支流である。
三島市にある楽寿園の小浜池の湧水が起点であり、かつて楽寿園は小松宮彰仁親王の別邸であったことから宮さんの川とも呼ばれ親しまれている。
楽寿園内より園外へ出た辺りには銅像と一体になった噴水や水車、ガス灯などの設備が設置されており、鯉の群れが泳いでいるが、広小路駅付近からは一変し、ゴミが多い川となる。
下流には、千貫樋という珍しい、蓮沼川のための境川を渡る橋もあり、清水町伏見などに流れる。

## 蓮沼川（宮さんの川）の経路
楽寿園 - 三島市泉町（宮さんの川通り） - 広小路町 - 西本町 - 加屋町 - 千貫樋 - 駿東郡清水町新宿 - 新宿児童公園 - 伏見 - 黄瀬川